# شکیب بن زوکان
شکیب بن زوکان (انگلیسی: Chakib Benzoukane؛ زادهٔ ۷ اوت ۱۹۸۶) بازیکن فوتبال اهل مراکش است.
از باشگاه‌هایی که در آن بازی کرده‌است می‌توان به باشگاه فوتبال لفسکی صوفیه، باشگاه ورزشی مغرب فاسی، باشگاه فوتبال آپولون لیماسول، باشگاه فوتبال حتی امارات، و باشگاه فوتبال الکوکب المراکشی اشاره کرد.
وی همچنین در تیم ملی فوتبال مراکش بازی کرده‌است.